# Phacelia gymnoclada
Phacelia gymnoclada är en strävbladig växtart som beskrevs av John Torrey och S. Wats. Phacelia gymnoclada ingår i Faceliasläktet som ingår i familjen strävbladiga växter. Inga underarter finns listade i Catalogue of Life.